# Bailliage de Château-Salins
Le bailliage de Château-Salins (ou Chateausalin) est une ancienne entité administrative du duché puis de la province de Lorraine, qui a existé de 1751 à 1789.
Rattaché au diocèse de Metz, il était régi par les coutumes de Lorraine et Saint-Mihiel. Ce bailliage avait des enclaves dans le pays messin.

## Composition
Communautés qui étaient dans le bailliage de Château-Salins :

### Sous la coutume de Lorraine
- Château-Salins
- Aboncourt
- Amelécourt
- Bioncourt & Alaincourt
- Chicourt
- Couture
- Jallaucourt
- Lucy
- Manhoué
- Salone
- Thimonville
- Vannecourt
- Vathimont
- Vaxy (le val de. Composé de Vaxy, Gerbécourt, Lubécourt & Puttigny)

### Sous la coutume de Saint-Mihiel
- Bacourt
- Château-Brehain (et la cense de Neuchere)
- Chenois[1]
- Daim[1]
- Faxe
- Fremery
- Fonteny (la cense de Ménival et les gros et petits moulins)
- Hannoncourt ou Hannocourt (et la cense de Nied)
- Hédival
- Le Mud
- Lesse
- Orron[1]
- Prévocourt (et la cense des Menils)
- Tincry
- Villers-au-Oyes
- Vivier (baronnie)
- Vulmont, Bérupt, la Tuillerie-Colliaux, le moulin de Sailly & dépendances.

## Sources
- M. Durival, Description de la Lorraine et du Barrois, Tome second, 1779.
- Henri Lepage, Le département de la Meurthe, première partie, 1843.